# Stary Wierzchucin
Stary Wierzchucin – osada borowiacka w Polsce położona w województwie kujawsko-pomorskim, w powiecie tucholskim, w gminie Cekcyn.
W latach 1975–1998 miejscowość administracyjnie należała do województwa bydgoskiego. Według Narodowego Spisu Powszechnego (III 2011 r.) liczyła 23 mieszkańców. Jest najmniejszą miejscowością gminy Cekcyn.